# Tösta
Tösta är en by utanför Kovland i Sättna socken i Sundsvalls kommun. Mellan 2015 och 2020 avgränsade SCB här en småort.